# Krypy (gmina Liw)
Krypy – wieś w Polsce położona w województwie mazowieckim, w powiecie węgrowskim, w gminie Liw. Ma status sołectwa.
Wieś leży, równolegle do miasta Węgrów, na drugim brzegu Liwca. Także w sąsiedztwie Liwa. Istnieją 3 miejsca w których można przekroczyć rzekę:
- most na drodze wojewódzkiej,
- lokalny most na zaporze; najkrótsza droga prowadząca bezpośrednio do Rynku w Węgrowie,
- przejście dla pieszych na drugiej zaporze.

Sam zalew, należący do miasta, znajduje się na terenie Kryp.
Przez wieś przechodzi rurociąg „Przyjaźń”. Jest tu także łąka – lądowisko dla paralotni.
W latach 1975–1998 miejscowość należała administracyjnie do województwa siedleckiego.
| SIMC    | Nazwa         | Rodzaj    |
| ------- | ------------- | --------- |
| 0677895 | Gajówka Borek | część wsi |
| 0677903 | Kolonia Krypy | część wsi |

Wierni Kościoła rzymskokatolickiego należą do parafii św. Leonarda w Liwie.

## Urodzeni
W Krypach, a dokładnie w Kolonii Krypy urodziła się Danuta Wałęsa, żona prezydenta Lecha Wałęsy.